# Культурный геноцид
Культу́рный геноци́д —  целенаправленное уничтожение культуры и системы ценностей этноса.

## История термина
Термин «геноцид» был впервые введён в обиход в 1943 году польским юристом еврейского происхождения Рафаэлем Лемкиным, а международный правовой статус он получил после Второй мировой войны в декабре 1948 года («Конвенция о предупреждении преступления геноцида и наказании за него») как понятие, определяющее тягчайшее преступление против человечества. Лемкин рассматривал геноцид в восьми его проявлениях: политическом, социальном, культурном, экономическом, биологическом, физическом, религиозном и моральном. Основными являлись по его мнению три из них: биологический, физический и культурный. Культурный геноцид — уничтожение культурных, языковых и религиозных характеристик группы людей. При этом Лемкин не рассматривал культурный геноцид в отрыве от двух других видов геноцида.
Несмотря на то, что в проекте конвенции, подготовленном при участии Лемкина, содержался раздел о культурном геноциде, в окончательном варианте он был исключен из текста. Однако, один аспект культурного геноцида был возвращен в статью, а именно «насильственное перемещение детей из одной группы в другую». Внимание к культурному геноциду в основном привлекали представители аборигенных и коренных народов и их сторонники, а противниками включения культурного геноцида в конвенцию были колониальные державы.

#### Предлагаемое использование
Составители Конвенции о геноциде 1948 года рассматривали использование термина, но потом было решено термин не использовать. Согласно юридическому определению — геноцидом считается действие, с намерением уничтожить расовую, религиозную, этническую или национальную группу как таковую.
В статье 7 Декларации Организации Объединённых Наций о правах коренных народов от 1994 года использовали фразу «культурный геноцид», но точного определения этому термину дано не было.
Полный текст статьи звучит следующим образом :
Коренные народы имеют коллективное и индивидуальное право не подвергаться этноциду и культурному геноциду, включая предупреждение и возмещения:
(1) любое действие, имеющее своей целью или результатом лишение их целостности как самобытных народов или их культурных ценностей, или этнической самобытности;
(2) любое действие, имеющее своей целью или результатом лишение их земель, территории или ресурсов;
(3) Любая форма перемещения населения, целью или результатом которого является нарушение или подрыв любого их права;
(4) Любые формы ассимиляции или интеграции другими культурами, образами жизни, наложенных на них путем законодательных, административных или иных мер;
(5) Любые формы пропаганды, направленной против них.
Эта формулировка появилась только в статье. Декларация ООН о правах коренных народов была принята Генеральной Ассамблеей Организации Объединенных Наций в ходе её 62-й сессии в штаб-квартире ООН в Нью-Йорке 13 сентября 2007 года, но только упоминает «геноцид, или любой другой акт насилия» (единственная ссылка на геноцид в документе). Понятие «этноцид» и «культурный геноцид» был убран в итоговой версии которую приняла Генеральная Ассамблея, но Подпункты, отмеченные выше, из проекта были сохранены (в слегка расширенной форме).

## Практика
Данный термин включает в себя искоренение и уничтожение культурных ценностей, таких как книги, произведения искусства, и сооружений, а также подавление культурных мероприятий, которые не соответствуют понятиям разрушителя. Мотивы могут включать в себя религиозные (например, иконоборчество), в рамках кампании этнической чистки с целью удаления свидетельства людей из определенного региона или истории, как часть усилий для реализации понятия «Year Zero», в котором прошлое и связанная с ним культура и история стираются, выполняя так называемую «перезагрузку», подавление коренной культуры завоевателями и колонизаторами, наряду со многими другими потенциальными причинами.
С 2014 по 2015 год, в тех районах, которые контролировало Исламское государство (ИГИЛ), была проведена кампания по культурному очищению, в ходе которой были уничтожены артефакты и исторические места. В этой кампании разрушениям подверглись шиитские исламские территории, в том числе храмы и мечети и артефакты, которые не соответствуют исламским законам ИГ.

## Примеры использования
Термин используется для описания разрушения культурного наследия в связи с различными событиями:
- Преследование бахаи в Иране как случай религиозного преследования некоторыми учеными был назван культурным геноцидом[12][13][14].
- Ссылаясь на страны Оси (в первую очередь, нацистская Германия), в отношении некоторых стран во время Второй мировой войны (например, уничтожение польской культуры)[15].
- В 2007 году канадский член парламента подверг критике Министерство по делам коренных американцев (индейцев) в связи с уничтожением «документов об оказании медицинской помощи членам первых наций», назвав это «культурным геноцидом»[16].
- Уничтожение Азербайджаном тысяч средневековых армянских надгробий на кладбище в Джульфе и последующее отрицание Азербайджана было приведено некоторыми учёными в качестве примера культурного геноцида[17][18].
- Немецкая оккупация Польши и японская оккупация Кореи были названы филиалом Японского общества содействия развитию науки как случаи культурного геноцида[19].
- В 1989 году французский адвокат по уголовным делам Робер Бадентер использовал термин «культурный геноцид» на телевизионном шоу, чтобы описать исчезновение тибетской культуры во времена 14-го Далай-ламы. Далай-лама позже использовал сам этот термин в 1993 г. и в 2008 году[20].
- Попытки Коммунистической партии Китая подавить использование кантонского диалекта[21].
- Комиссия по установлению истины и примирению Канады пришла к выводу о том, что канадская система школ для индейцев — яркий пример «культурного геноцида»[22].
- По мнению немецкого исследователя Адриана Ценца, массовое содержание мусульманских детей отдельно от их родителей, подвергающихся «перевоспитанию» в специальных лагерях, — культурный геноцид, проводимый Китаем в Синьцзяне[23].
- Украина. По данным, опубликованным украинской стороной, в результате российского вторжения (на 29 февраля 2024 г.) было повреждено или разрушено около 900 объектов национального наследия и более 20 тыс. культурных памятников[24][25]. По данным The Economist, в оккупированных областях Украины российские власти систематически уничтожают учебники на украинском, заменяя их русскоязычными; учителя гуманитарных дисциплин подвергаются угрозам и насилию с целью принуждения к работе по российским учебным планам в соответствии с российским взглядом на историю и культуру Украины[26].